# Casa Pañella
La casa Pañella és un edifici de Sitges (Garraf) inclòs a l'Inventari del Patrimoni Arquitectònic de Catalunya.

## Descripció
La casa Pañella és un edifici entre mitgeres de planta baixa i dos pisos. La façana mostra un distribució simètrica d'obertures. La planta baixa té una gran porta d'accés d'arc carpanell amb dovelles a saltacavall; originalment la porta tenia una finestra amb reixa a cada banda, però en l'actualitat la finestra esquerra ha estat transformada en porta d'una botiga. Al primer pis un balcó amb barana de ferro colat, sostingut per grans cartel·les, ocupa tota la façana, s'hi obren tres portes d'arc molt rebaixat decorades amb motllures d'inspiració clàssica. El segon pis, separat del primer per una línia d'imposta presenta obertures rectangulars. L'edifici es corona amb terrat amb barana d'obra.

## Història
Segons consta a l'Arxiu Municipal de Sitges els permisos d'obres per a l'edificació de la casa Pañella es demanaren a l'Ajuntament el 31-12-1890 per encàrrec de Maria Robert, vídua de Batlle. El projecte de l'edifici era signat pel mestre d'obres Josep Salvany de Vilanova i la Geltrú.